# Mafia în mănuși galbene
Mafia în mănuși galbene (titlu originar în italiană La Mafia in guanti gialli) este o lucrare scrisă de Antonino Natoli La Rosa și publicată în 1886 de Tipografia del Progresso. Eseul reprezintă una dintre primele lucrări în care se abordează fenomenul mafiei, analizându-i dinamica și implicațiile sociale și politice.

## Context istoric
Lucrarea nobilului avocat Antonino Natoli La Rosa se încadrează într-o perioadă în care fenomenul mafiei se consolida în unele regiuni ale Italiei, în special în Sicilia. Deși mafia exista deja de secole, descrierea sa în lucrările literare și politice a început să capete o importanță mai mare în secolul al XIX-lea, când au început să apară primele investigații și reflecții serioase asupra fenomenului. Textul lui Natoli La Rosa se distinge prin abilitatea sa de a aborda un subiect atât de delicat cu o viziune critică și analitică.

## Conținut
Cartea este un eseu care explorează ascensiunea mafiei în Sicilia, evidențiind legăturile dintre organizațiile mafiote și societatea siciliană din secolul al XIX-lea. Natoli La Rosa oferă o analiză sociopolitică, încercând să înțeleagă cauzele sociale și economice care au contribuit la creșterea mafiei și la consolidarea acesteia în teritoriu. Deși lucrarea este scurtă, aceasta este semnificativă prin modul în care încearcă să descrie mafia ca un fenomen care nu era doar criminal, ci avea și o influență puternică și asupra vieții politice și sociale.
La mafia in guanti gialli este o lucrare fundamentală pentru cei care doresc să înțeleagă evoluția gândirii asupra fenomenului mafiot și originile sale. Reprezintă una dintre primele încercări de analiză critică a mafiei și a avut un impact asupra reflecțiilor ulterioare pentru combaterea crimei organizate în Italia.

## Ocuparea terenurilor și mafia înmănuși galbene
Referitor la orientările asumate de mafie în ceea ce privește exploatarea agricolă a insulei, nu se poate trece cu vederea faptul că trebuie să ne oprim, pe scurt, asupra acelui mișcări care s-a răspândit spontan în Sicilia între muncitorii agricoli, mineri și muncitorii din industrie în ultimul deceniu al secolului XIX, cunoscut în istorie sub numele de „Fasci siciliani”.
Mișcarea, de inspirație socialistă clară, a fost o încercare de răscumpărare a celor mai umile clase care protestau atât împotriva proprietății funciare siciliene, cât și împotriva Statului care susținea, fără rușine, clasa înstărită. Statul unitar trădase speranțele de beneficii sociale pentru clasele mai sărace, iar mișcarea spera în special la reforme fiscale și norme în domeniul agricol care să ducă la abolirea taxelor și la redistribuirea terenurilor.
Atunci când, în toamna anului 1893, mișcarea a organizat greve în toată Sicilia și a încercat să impună condițiile sale proprietarilor de terenuri pentru reînnoirea contractelor, guvernul condus de sicilianul Francesco Crispi a decis să reprime Fasci siciliani, considerând această organizație ca fiind subversivă de orientare anarhică și aplicând legi speciale care includeau execuții sumare și arestări în masă. Printr-un decret regal, mișcarea a fost dizolvată definitiv, iar liderii săi au fost arestați. 
În acest context, mafia siciliană, care deja avea o influență adânc înrădăcinată în dinamica politică și socială a insulei, a profitat de represiunea mișcării pentru a-și consolida puterea. Mafia, întotdeauna legată de practicile de exploatare agricolă și controlul terenurilor, s-a inserat ca un intermediar între marii proprietari de terenuri și muncitorii agricoli, favorizând intensificarea practicilor de corupție, intimidare și violență. În acest context, "La mafia in guanti gialli" devine o metaforă a naturii sale ambigue: o organizație criminală care, deși păstrează o fațadă de respect față de ordinea socială, acționează în umbră pentru a controla și exploata resursele agricole ale insulei, beneficiind de pe urma slăbiciunii Statului și corupției răspândite.
Cartea lui Antonino Natoli La Rosa se încadrează în acest context istoric, analizând nu doar cauzele sociale și economice care stau la baza nașterii și afirmării mafiei, dar și legătura sa cu puterile legale și politice, care i-au permis să prospere, în ciuda legilor și politicilor represive. Mafia în "mănuși galbene" devine astfel o reflecție asupra dinamicii complexe de putere care implică Sicilia la sfârșitul secolului XIX și asupra capacității sale de a manipula structurile sociale și politice în favoarea intereselor sale.

## Autor
Antonino Natoli La Rosa (1837-1916) a fost un important jurist, scriitor și politician italian, cunoscut pentru implicarea sa socială și pentru lucrările sale axate pe politică și drept. Natoli La Rosa a fost unul dintre precursorii în abordarea problemei mafiei prin analiza rădăcinilor sale sociale și politice. Opera sa a avut o mare influență în Sicilia acelei perioade, unde mafia avea o puternică influență asupra multor dinamici sociale și politice.